# Nicolas Jaar
Nicolas Jaar, född 10 januari 1990 i New York i delstaten New York, är en amerikansk-chilensk musiker.

## Diskografi (urval)

### Studioalbum
- 2010 – Edits LP
- 2011 – Space Is Only Noise
- 2015 – Pomegranates

### EP
- 2008 – The Student EP
- 2009 – Democracy EP: New Friends Vol 2 (med Soul Keita)
- 2010 – Marks & Angles
- 2010 – Love You Gotta Lose Again
- 2011 – Nico's Bluewave Edits
- 2011 – Don't Break My Love
- 2015 – Nymphs II